# Scarce
Scarce ist ein kanadischer Independent-Horrorfilm, der 2008 von Jesse T. Cox und John Geddes realisiert wurde.

## Handlung
Dustin, Trevor und Owen machen einen Snowboard-Urlaub in Colorado. Nach einer durchzechten Nacht machen sie sich auf den Weg nach Hause und fahren durch Pennsylvania. Im dichten Schneegestöber verlieren sie die Orientierung und fragen in einem Diner nach. Die äußerst unfreundlichen Rednecks verweisen sie auf eine „Abkürzung“, der die drei nach einem Disput mit der Bedienung brav folgen. Schon nach kurzer Zeit ist der Weg unpassierbar und der Wagen knallt gegen eine Absperrung. Dustin und Owen versuchen Hilfe zu holen, denn Trevor ist schwer verletzt. Nach einem anstrengenden Marsch werden sie von Ivan, einem Überlebenskünstler in dieser menschenfeindlichen Wildnis, aufgegabelt. Als sie zurück zum Wagen kommen, ist Trevor verschwunden. Ivan meinte Wade hätte Trevor bestimmt geholfen und ihn aufgenommen. So verbringen die beiden Verbliebenen die Nacht bei Ivan, der ihnen selbstgebrannten Schnaps und scheußliches Fleisch anbietet.
Am nächsten Tag ist die ganze Gegend eingeschneit. Während Owen versucht, mit seinem Handy Empfang zu holen, hilft Dustin dem mysteriösen Einsiedler bei der Verrichtung seiner Arbeit. Beide werden später von Ivan und seinem kahlköpfigen Gehilfen Wade überwältigt und in den Keller des Hauses gesperrt. Dort finden sie auch Trevor, dem schon der Rücken aufgeschnitten wurde. Im Keller werden sie gemästet und gefoltert. Bei den beiden Einsiedlern handelt es sich um Kannibalen, die irgendwann in einer Notsituation Menschenfleisch probiert haben und nie wieder davon losgekommen sind. Seit Jahrzehnten jagen sie Durchreisende und ernähren sich von ihnen. Sie haben außerdem einen Deal mit dem „Tölpel“ (im Original „The Slob“), der frisches Fleisch von ihnen kauft.
Trevor muss als erstes sterben. Die beiden jagen ihn mit einem Gewehr und lassen ihn anschließend ausbluten. Die beiden anderen werden Tage später in Unterwäsche ausgesetzt und vorwärts getrieben. Während Dustin recht schnell wieder eingefangen wird, gelingt es Owen sich mit einem Eiszapfen gegen Wade zur Wehr zu setzen. Er gelangt zurück zum Auto und findet Trevors Pistole. An Ivans Haus angekommen überrascht er den Tölpel, erschießt diesen und befreit Owen. Ivan kehrt von der Jagd zurück, doch diesmal ist Owen schneller. Er durchlöchert Ivan mit einer Muskete. Nun fliehen beide vor Wade, dem es nach einer kurzen Zeit gelingt, Owen mit einer Armbrust zur Strecke zu bringen. Dustin gelangt zum Haus des Tölpels, wo er im Keller weitere Opfer des grausamen Trios findet. Im Keller hat sich der Tölpel seine Sexsklaven gehalten, die er mit Dildos folterte. Gerade als Dustin zwei noch lebende Frauen befreien möchte, wird er von Wade überwältigt.

## Hintergrund
Der gesamte Film wurde in zwei Wochen geschrieben und nach Bekanntgabe der möglichen Locations abgedreht. Die Splattereffekte wurden von einer Crew mit dem Namen „Gore Brothers“ realisiert, die sich aus Horrorfilmfans zusammen setzte.
Der überwiegende Teil des Films wurde in einer abgelegenen Waldhütte in Ontario, Kanada gedreht. Der härteste Winter seit 30 Jahren sorgte für einige Probleme am Set. Wegen eines Schauspielerstreiks sprangen einige Darsteller ab. Es gelang den Independent-Filmern jedoch den Schauspieler Steve Warren zu verpflichten. Weitere Rollen wurden kurzerhand mit Freunden, Bekannten und Mitgliedern der Crew besetzt. Außenaufnahmen fanden in Colorado statt, um Landschaftsaufnahmen der Rocky Mountains präsentieren zu können.
Die SPIO/JK in Deutschland sah sich zunächst außer Stande, Schnittempfehlungen an den Hersteller zu geben und lehnte eine Prüfung des Films ab. Eine Veröffentlichung in Deutschland galt daher als sehr unwahrscheinlich. MIB veröffentlichte den Film am 13. März 2009 in einer deutschen Synchronfassung, die ausschließlich für den Vertrieb in Österreich und der Schweiz bestimmt ist. Am 8. September 2009 erschien der Film um 4 Minuten gekürzt dann doch im deutschen Verleih mit der höchstmöglichen Freigabe strafrechtlich unbedenklich. Dazu existiert eine am 9. August 2013 veröffentlichte FSK-16-Fassung als Frozen Blood, die um 20 Minuten gekürzt ist.
Die ungekürzte Fassung ist B-indiziert.

## Kritiken
Der Film ist eine Mischung aus Backwoods-Filmen der Marke Texas Chainsaw Massacre und modernen Folterfilmen wie Saw und Hostel. Scarce wurde auch mit einer Tagline von Saw-Regisseur Darren Lynn Bousman beworben. Auf Genreseiten im Internet wurde der Film positiv bewertet.

„Like Sam Raimi’s early Super 8mm short film ‚Within the Woods‘, Scarce is far from being a groundbreaking film; yet, because of the passion, dedication, and enthusiasm put into it, it will most likely be the stepping stone for the filmmakers that will lead them to a project that will make them household names in the horror genre. If you enjoyed Wrong Turn 2, I highly recommend you check out this ambitious and gory film.“